# Paula Hernández Olmos
Paula Angélica Hernández Olmos (Pachuca de Soto, Hidalgo, es una política mexicana, miembro del Partido Revolucionario Institucional. Ha sido funcionaria del gobierno de su estado y diputada federal.

## Reseña biográfica
Paula Hernández Olmos es ingeniera civil egresada del Instituto Tecnológico y de Estudios Superiores de Monterrey, campus Monterrey, cuenta además con un diplomado en Desarrollo de Micro, Pequeñas y Medianas empresas en la misma institución educativa. Ejerció su profesión de manera particular en varias empresas del ramo constructor y de ingeniería.
Su primer cargo público fue como tesorera del comité del patronato del Sistema DIF- Hidalgo, que ejerció entre 1999 y 2005; de 2005 a 2009 fue secretaria de Obras Públicas, Comunicaciones, Transportes y Asentamientos del gobierno del estado de Hidalgo, por nombramiento del gobernador Miguel Ángel Osorio Chong. 
Renunció a dicha secretaria en 2009 para ser coordinadora de las campañas de los candidatos del PRI en las siete diputaciones federales de Hidalgo; así mismo, ella misma fue electa ese año como diputada federal por el principio de representación proporcional. En la LXI Legislatura, que concluyó en 2012, fue secretaria de la comisión de Transportes; e integrante de las comisiones de Especial encargada de vigilar el correcto uso de los Recursos Federales, Estatales y Municipales en los Procesos Electorales; de Vigilancia de la Auditoría Superior de la Federación; de Vivienda; Especial encargada de estudiar, analizar, evaluar y supervisar el funcionamiento de las aduanas, puertos y aeropuertos nacionales, en relación con la entrada de mercancía ilegal, el tráfico y contrabando de armas, estupefacientes y sustancias adictivas; y Especial para la Lucha contra la Trata de Personas.